# Czarnolesie (województwo zachodniopomorskie)
Czarnolesie – uroczysko-dawna miejscowość (niestandaryzowany przysiółek wsi Cieszeniewo) w Polsce położony w województwie zachodniopomorskim, w powiecie świdwińskim, w gminie Świdwin.
W latach 1975–1998 miejscowość administracyjnie należała do województwa szczecińskiego.